# Etienne Vercauteren
Pour les articles homonymes, voir Vercauteren.
Etienne Vercauteren, né le 7 août 1935 à Tamise et mort le 22 janvier 2009 à Saint-Nicolas, est un coureur cycliste belge, professionnel de 1961 à 1966.

## Palmarès
- 1959
  - 3e et 8e étapes du Tour de Tunisie
- 1960
  - 1re étape du Tour de Belgique indépendants
  - 2e du Circuit des régions flamandes des indépendants
  - 3e du Grand Prix de l'Escaut indépendants
- 1961
  - 3e du Circuit de Belgique centrale
- 1962
  - 2e du Grote Prijs Dr. Eugeen Roggeman
  - 9e de Paris-Tours
- 1963
  - Circuit du Port de Dunkerque
  - 2e du Prix national de clôture
  - 3e de Hoeilaart-Diest-Hoeilaart
  - 10e du Grand Prix Jef Scherens
- 1964
  - 1re étape d'À travers les Flandres
  - 2e d'À travers les Flandres
  - 2e du Circuit des Trois Provinces (Avelgem)
  - 3e du Grand Prix du 1er mai
  - 3e de la Gullegem Koerse
- 1965
  - Circuit des Trois Provinces (Avelgem)
  - Maaslandse Pijl
  - 2e de la Zwevezele Koers